# 30566 Stokes
30566 Stokes este un asteroid din centura principală de asteroizi.

## Descriere
30566 Stokes este un asteroid din centura principală de asteroizi. A fost descoperit pe 29 iulie 2001 la Prescott (Arizona) de Paul G. Comba. Asteroidul prezintă o orbită caracterizată de o semiaxă mare de 2,38 ua, o excentricitate de 0,23 și o înclinație de 3,1° în raport cu ecliptica.